# Isla Zhaoshu
Zhaoshu o isla del Árbol (en chino: 赵述岛; pinyin: Zhaoshu Dao; en vietnamita: Đảo Cây) es una de las principales islas en el archipiélago de las Paracel en el mar de China Meridional. Los chinos llaman a la isla «Zhaoshu Dao», en conmemoración de Zhao Shu (chino: 赵述) que acompañó a las expediciones de Zheng He en alta mar (1405-1433). La superficie de la isla es de 0,22 kilómetros cuadrados. Se encuentra bajo la administración de la provincia de Hainan de la República Popular de China a través del Comité de la villa de Zhaoshudao, aunque Vietnam también tiene una reclamación sobre la isla.